# Гладковицька сільська рада
Гладковицька сільська рада — орган місцевого самоврядування Гладковицької сільської територіальної громади Коростенського району Житомирської області з розміщенням у с. Гладковичі.

## Склад ради

### VIII скликання
Рада складається з 22 депутатів та голови.
25 жовтня 2020 року, на чергових місцевих виборах, було обрано 20 депутатів ради, з них (за суб'єктами висування): самовисування — 8, «Наш край» — 5, Радикальна партія Олега Ляшка — 4 та Всеукраїнське об'єднання «Батьківщина» — 3.
Головою громади обрали позапартійного самовисуванця Миколу Буховця, чинного Гладковицького сільського голову.
22 листопада 2020 року, повторним голосуванням, обрано депутата-самовисуванця в 6-му виборчому окрузі. 28 березня 2021 року, на проміжних місцевих виборах, обрано депутатом ради висуванця партії «За майбутнє».

## Керівний склад сільської ради
| ПІБ                           | Основні відомості                                                                      | Суб'єкт висування           | Дата обрання | Дата звільнення |
| ----------------------------- | -------------------------------------------------------------------------------------- | --------------------------- | ------------ | --------------- |
| Кусьо Олександр Богданович    | Сільський голова, 1973 року народження, безпартійний                                   |                             | 26.03.2006   | 31.10.2010      |
| Буховець Микола Олександрович | Сільський голова, 1970 року народження, освіта вища, член Комуністичної партії України | Комуністична партія України | 31.10.2010   | 25.10.2015      |
| Буховець Микола Олександрович | Сільський голова, 1970 року народження, освіта вища, безпартійний                      | Самовисування               | 25.10.2015   | 25.10.2020      |
| Буховець Микола Олександрович | Сільський голова, 1970 року народження, освіта вища, безпартійний                      | Самовисування               | 25.10.2020   |                 |

Примітка: таблиця складена за даними джерела

## Історія
Створена 1923 року в складі сіл Гладковичі, Селище та хуторів Гусарів і Чернещина Гладковицької волості Овруцького повіту Волинської губернії. 7 березня 1923 року увійшла до складу новоствореного Овруцького району Коростенської округи. 21 жовтня 1925 року с. Селище, х. Чернещина та частину хутора Гусарів виділено до складу Селищенської сільської ради Овруцького району.
Станом на 1 вересня 1946 року сільська рада входила до складу Овруцького району Житомирської області, на обліку в раді перебувало с. Гладковичі.
11 серпня 1954 року, внаслідок виконання указу Президії Верховної ради УРСР «Про укрупнення сільських рад по Житомирській області», до складу ради включені села Гладковицька Кам'янка, Кам'яно-Товкачі, Селище, Прилуки та х. Олександри ліквідованих Кам'яно-Товкачівської та Селищенської сільських рад Овруцького району. 2 вересня 1954 року, відповідно до рішення Житомирського облвиконкому № 1087 «Про перечислення населених пунктів в межах районів Житомирської області», до складу ради включено села Редчиці (Радчиці) та Товкачі Кирданівської сільської ради, с. Кам'яно-Товкачі передане до складу Першотравневої селищної ради, с. Прилуки — до складу Підрудянської сільської ради. 27 лютого 1961 року, Житомирський облвиконком, рішенням № 152 «Про проведення змін в адміністративно-територіальному поділі районів області», офіційно взяв на облік с. Гусарівка. 5 липня 1965 року, відповідно до рішення Житомирського облвиконкому № 403 «Про зміну в адміністративно-територіальному поділі Бердичівського, Дзержинського, Любарського, Новоград-Волинського і Радомишльського районів, та про об'єднання окремих населених пунктів області», с. Селище приєднане до с. Гладковичі.
Станом на 1 січня 1972 року сільська рада входила до складу Овруцького району Житомирської області, на обліку в раді перебували села Гладковицька Кам'янка, Гладковичі, Гусарівка, Олександри, Радчиці та Товкачі.
17 січня 1977 року, відповідно до рішення Житомирського ОВК № 24 «Про питання адміністративно-територіального поділу окремих районів області», до складу ради передане с. Сташки Кирданівської сільської ради Овруцького району. 27 жовтня 2005 року Житомирська обласна рада, рішенням «Про адміністративно-територіальні зміни в Овруцькому районі», виключила с. Олександри з облікових даних.
До 17 липня 2020 року — адміністративно-територіальна одиниця в Овруцькому районі Житомирської області, площею території 62,56 км² та підпорядкуванням сіл Гладковицька Кам'янка, Гладковичі, Гусарівка, Радчиці, Сташки, Товкачі.

### Населення
Кількість населення ради, станом на 1923 рік, становила 2 715 осіб, кількість дворів — 527.
Відповідно до результатів перепису населення СРСР, кількість населення ради, станом на 12 січня 1989 року, становила 3 673 особи.
Станом на 5 грудня 2001 року, відповідно до перепису населення України, кількість мешканців сільської ради становила 3 124 особи.